# Subliminal (Rapper)

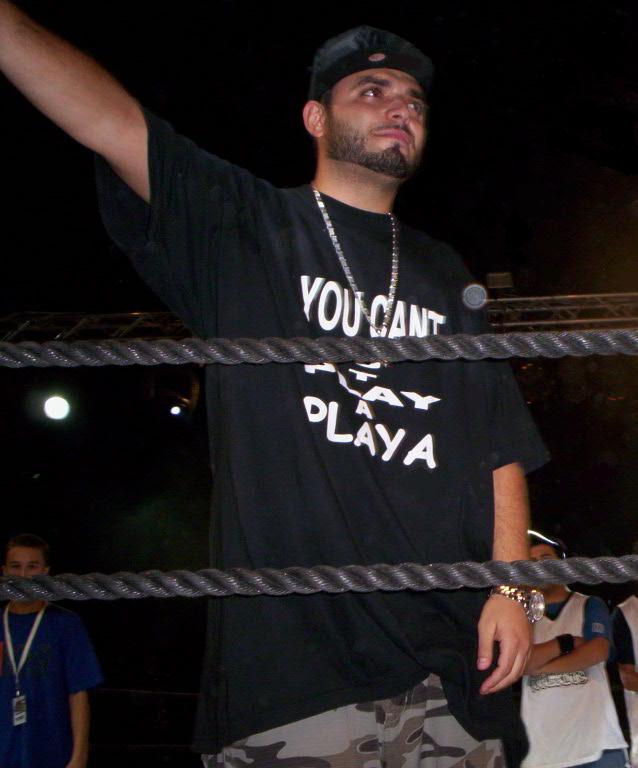
Subliminal (2006)

Subliminal (* 13. November 1979 in Tel Aviv) ist ein israelischer Rapper und Produzent. Der bürgerliche Name des Musikers ist Ya'akov „Kobi“ Shimoni.

## Werdegang und Status
Subliminal und die mit ihm assoziierten Künstler seines Labels TACT Records (die Bezeichnung TACT steht für Tel Aviv City Team) sind die erfolgreichste israelische Musikgruppe aller Zeiten. Sie landeten mehr als zehn Nummer-eins-Hits in Israel und haben bis 2006 weltweit mehr als eine Million Alben verkauft. Gleichzeitig ist TACT Records das größte Musiklabel Israels.
Subliminal arbeitet mit verschiedenen Musikern zusammen, unter anderem mit SHI 360, vor allem aber mit seinem Partner Yoav Eliasi alias „The Shadow“ (hebräisch הצל), mit dem er 2002 das Album The Light & The Shadow aufnahm. Subliminal war der erste israelische Musiker, der mit einer internationalen Hip-Hop-Größe zusammenarbeitete: Für das Album „Just When You Thought It Was All Over“ nahm er einen Track mit Wyclef Jean auf. Des Weiteren arbeitete er mit Künstlern des Wu-Tang Clan und der als The Hip-Hop Violinist bekannten israelischen Geigerin Miri Ben-Ari zusammen.
Subliminals Texte thematisieren häufig den Nahostkonflikt aus israelischer Sicht und gelten daher als nationalistisch, spiegeln aber vor allem die Zerrissenheit der Region. Im Song Biladi (Arabisch für „Mein Land“ und gleichzeitig Titel der palästinensischen Hymne) singt er die letzte Zeile des Refrains eben auf Arabisch und thematisiert so den beiderseitigen Anspruch auf das Land. Trotz nationalistischer Untertöne in einigen Songs steht etwa auch der multilinguale Song Peace in the Middle East (Refrainzeile: „Salam, peace, shalom“) von den TACT All-Stars, bei dem er die erste Strophe auf Hebräisch rappt, für die Bemühungen um eine Befriedung der Region.
Abgesehen von den Politsongs hat Subliminal aber auch viele unpolitische Hits im Repertoire, etwa Move With The Bass/Bounce (2002), Toro (2006) und zuletzt Alai (hebräisch עלי, dt. „Mich“, als Teil des Refrains, hebräisch להסתכל עלי, „lehistakel alai“, dt. „Schau mich an“), das er 2009 zusammen mit Dana International aufnahm.
In der Debatte um den IDF-Soldaten Elor Azaria, welcher einen verletzten, am Boden liegenden palästinensischen Terroristen mit einem Kopfschuss getötet hat, hat sich Shimoni auf die Seite des Soldaten gestellt. Am 19. April 2016 wurde bekannt, dass er an einer Unterstützungskundgebung für den Soldaten teilnehmen wird.

## Diskografie

### Alben
- 2001: The Light From Zion (hebräisch האור מציון)
- 2002: The Light & The Shadow (hebräisch האור והצל; zusammen mit The Shadow)
- 2006: Just When You Thought It Was All Over (hebräisch בדיוק כשחשבתם שהכל נגמר)
- 2011: Jew-Niversal
- 2017: Tzeva Lahaim (hebräisch צבע לחיים)
- 2021: האור מציון 2 המחתרת

### Kollaborationen
- 2004: TACT All-Stars (hebräisch תאקט אול סטארז; zusammen mit anderen Künstlern seines Labels)

### Kompilationen
- 2012: My Creation (hebräisch היצירה שלי; Doppelalbum mit 35 Greatest Hits und fünf neuen Songs)

### Live-Alben
- 2024: מופע מקורות 1 (Live)

### EPs
- 2022: מקורות

### Singles (Auswahl)
- 2002: הפינאלי (mit The Shadow & Alona Tal)
- 2002: תקווה (mit The Shadow, Sivan & Galit Dahan)
- 2004: The Secret (הסוד) (mit Sarit Hadad & The Shadow)
- 2008: תיזהר ממנה (mit Lior Farhi)
- 2012: באה לי טוב (mit Kobi Peretz & Avi Mesika)
- 2015: חלום של כל גבר (mit Gilad Vital)
- 2019: תן למוזיקה לדבר